# Johan Devrindt
Johannes "Johan" Devrindt (14 de abril de 1944) é um ex-futebolista belga. 

## Carreira
Ele jogou pelo Anderlecht, pelos holandeses PSV Eindhoven, Club Brugge, Lokeren, Winterslag e La Louviere antes de pendurar as chuteiras no Tienen da segunda divisão.
Devrindt fez sua estreia pela Seleção Belga em uma partida amistosa em setembro de 1964 contra a Holanda. Ele fez um total de 23 jogos pela seleção, marcando 15 gols.[carece de fontes?] Ele representou o seu país na Copa do Mundo de 1970.
O seu último jogo internacional foi um jogo de qualificação para o Campeonato Europeu de Futebol de 1976, em Setembro de 1975, contra a Alemanha Oriental.